# Satoko Tanaka
Pour les articles homonymes, voir Tanaka.
Satoko Tanaka (田中 聡子, Tanaka Satoko), née le 3 février 1942 à Sasebo, est une nageuse japonaise.

## Carrière
Satoko Tanaka est médaillée d'or du 100 mètres dos aux Jeux asiatiques de 1958 à Tokyo et aux Jeux asiatiques de 1962 à Jakarta. Elle est médaillée de bronze du 100 mètres dos et termine septième du relais 4x100 mètres quatre nages aux Jeux olympiques de 1960 à Rome. Aux Jeux olympiques de 1964 à Tokyo, elle est quatrième de la finale du 100 mètres dos et quatrième du relais 4x100 mètres quatre nages.
Elle intègre l'International Swimming Hall of Fame en 1991.